# Sociedade Brasileira de Defesa da Tradição, Família e Propriedade
Die Sociedade Brasileira de Defesa da Tradição, Família e Propriedade (TFP) (Deutsch: Brasilianische Gesellschaft zur Verteidigung von Tradition, Familie und Privateigentum) ist eine brasilianische konservative Organisation katholischer Prägung. In anderen Ländern wurden ebenfalls solche Organisationen mit entsprechenden Namen und Zielen gegründet.

## Geschichte
Die TFP wurde vom Publizisten Plinio Corrêa de Oliveira zusammen mit Erzbischof Geraldo de Proença Sigaud u. a. im Jahr 1960 gegründet. Correa de Oliveira und Erzbischof Sigaud, zusammen mit Bischof Antônio de Castro Mayer und dem Volkswirt Luiz Mendonça de Freitas schrieben im Jahr 1960 das Buch Reforma Agrária: Questão de Consciência (Deutsch: Bodenreform: Eine Gewissensfrage). Dieses Buch bezog Stellung gegen die damals in Brasilien zur Debatte stehende Bodenreform und argumentierte auf der Basis der Soziallehre der katholischen Kirche von Papst Gregor XVI. bis Johannes XXIII. Die TFP verbreitete das Buch und nahm landesweit an den Debatten über dieses Thema teil. Somit gehörte die TFP zum konservativen Flügel des tief gespaltenen und politisierten brasilianischen Katholizismus der 1960er Jahre. Die Auseinandersetzung mit der Bodenreform blieb jahrzehntelang das Hauptthema der TFP. Zu diesem Thema wurden diverse Bücher veröffentlicht. Ebenso nahm die TFP durch mehrere Publikationen Stellung gegen die Befreiungstheologie, beispielsweise durch die Bücher Tribalismo Indígena, ideal comuno-missionário para o Brasil no século XXI. (1977) und As CEBs: Das quais muito se fala, pouco se conhece (1982). Nach der Instruktion über einige Aspekte der „Theologie der Befreiung“ der Glaubenskongregation vom 14. September 1984 ebbte die Auseinandersetzung ab, gleichwohl die Bodenreform auf der politischen Tagesordnung blieb. Im Jahr 1990 sammelten die damals existierenden TFPs weltweit die Rekordzahl von 5.218.520 Unterschriften, die die Unabhängigkeitsbestrebungen Litauens unterstützten. Nach dem Tod von Plinio Corrêa de Oliveira im Jahr 1995 gab es eine Spaltung. Seitdem ist die brasilianische TFP von den TFP-Gruppierungen anderer Länder getrennt und weitgehend inaktiv.

## Andere Länder
Außerhalb Brasiliens wurden gleichnamige Organisationen gegründet, teils mit deutlich unterschiedlichen Aktivitätsschwerpunkten. Heutzutage ist vor allem die American Society for the Defense of Tradition, Family and Property aktiv. Vereine mit entsprechenden Namen existieren in Deutschland und seit 1999 in Österreich. Diese Vereine arbeiten aber seit der Spaltung nicht mit der Sociedade Brasileira de Defesa da Tradição, Família e Propriedade zusammen, sondern mit den „Fundadores“ („Gründer“) in Brasilien.
Für Deutschland sind zwei Personen in Verbindung mit der Gesellschaft zum Schutz von Tradition, Familie und Privateigentum (TFP) zu nennen: Mathias von Gersdorff, ein langjähriger Kämpfer der TFP und erster Vorsitzender der deutschen TFP-Sektion, der das Jugendmagazin Bravo angriff, und Paul von Oldenburg. Er vertritt in Brüssel mehrere Organisationen, die der TFP nahestehen. Sie tritt für die Rückkehr zur „katholischen Hierarchie“ ein. Sie setzt sich gegen die „Gleichheits-Ideologie“ ein, sei es die Gleichheit von Unternehmern und Arbeitern, der Hand- und Kopfarbeit, der von Frauen und Männern, von Homosexualität und Heterosexualität.
Das europäische Netzwerk Tradition, Familie und Privateigentum lobbyiert gegen feministische und gender-Themen. Darunter sind Versuche, Abtreibungen zu verbieten, „LGBT-freie Zonen“ zu errichten, aus der Istanbuler Konvention zum Schutz von Frauen vor Gewalt auszutreten, sowie die Sexualaufklärung unter Kontrolle zu stellen. Dafür standen dem Netzwerk zwischen 2009 und 2018 mindestens 113,4 Mio. US-Dollar zur Verfügung. Dabei steht das Netzwerk in enger Verbindung bzw. personeller Verschränkung mit anderen Gruppen rechtsextremistischer Traditionalisten.
Eine Verbindung der TFP besteht auch zu Sven und Beatrix von Storch.